# Агротехніка винограду
Агроте́хніка виногра́ду (від агро … і грецького téchne — мистецтво, майстерність) — технологія обробітку винограду, система заходів і прийомів обробітку винограду. 

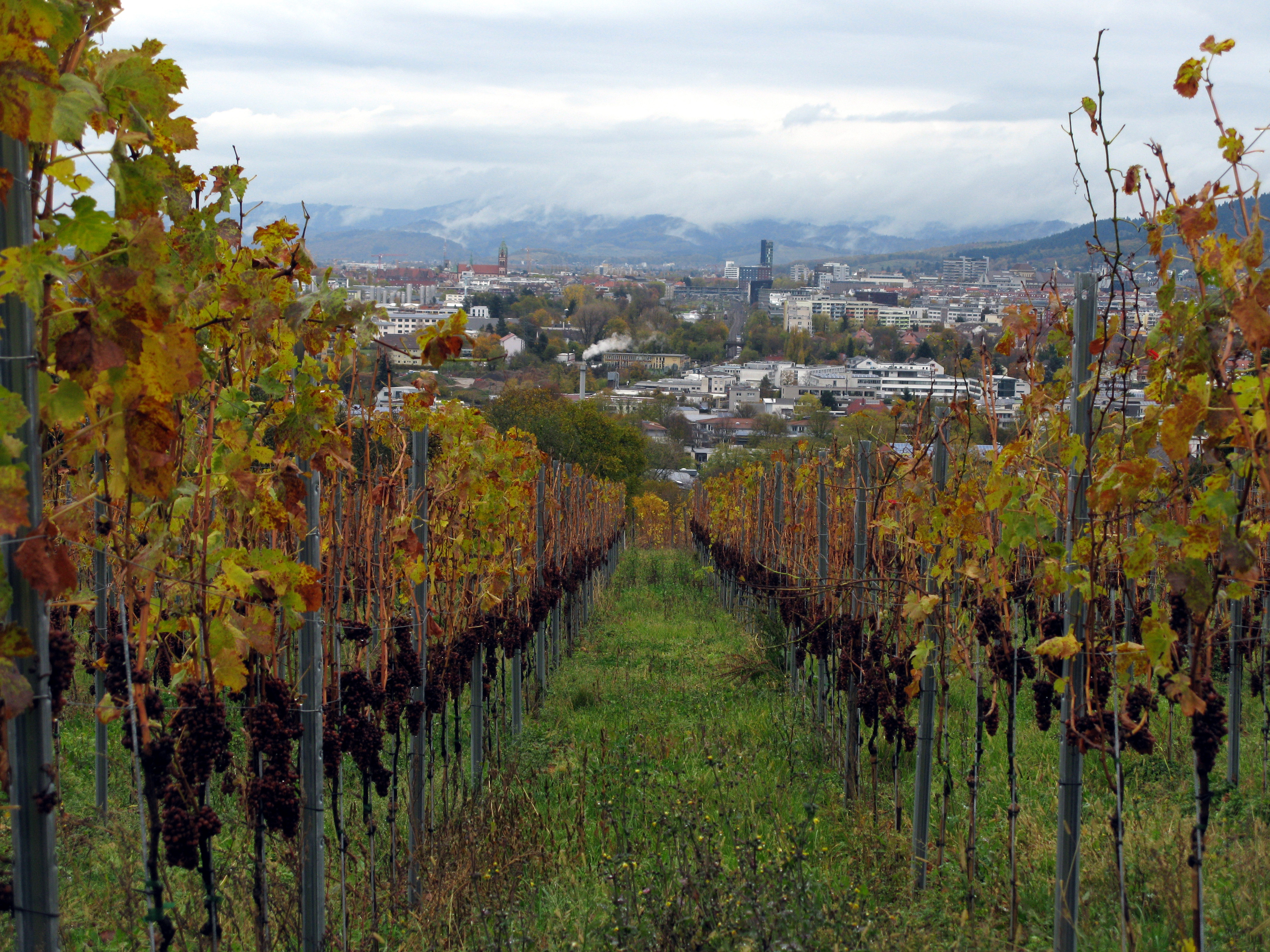

Завдання агротехніки винограду — створення довговічних і високопродуктивних насаджень для отримання продукції високої якості при мінімальних затратах праці і коштів — вирішується на основі глибокого вивчення біології виноградної лози, природних і техніко-економічних умов обробітку, використання новітніх розробок в області суміжних наук, широкого впровадження механізації технологічних процесів, передового досвіду виробництва. 
Агротехніка винограду включає весь комплекс робіт по створенню виноградних насаджень і догляду за ними: вибір і підготовку ділянки; посадку винограду; обробіток ґрунту, удобрення, зрошення, догляд за кущами; ремонт та реконструкцію насаджень; захист винограду від впливу несприятливих умов зовнішнього середовища, бур'янів, хвороб і шкідників; вирощування і підготовку посадкового матеріалу. 
Теоретичною основою агротехніки винограду є положення про рівність і незамінність основних факторів життя рослини (світло, тепло, волога, живлення та інше) і необхідності одночасного комплексного їх впливу шляхом застосування окремих агротехнічних прийомів в найбільш оптимальному їх поєднанні (агрокомплексі). 
Агротехніка винограду визначається науково обґрунтованим проектом закладки виноградників, розробленим на основі комплексу вишукувальних робіт, з урахуванням виду і виробничого призначення насаджень, використання продукції, природно-кліматичних та економічних умов культури. При розробці комплексу агротехніки винограду в кожному конкретному випадку керуються низкою загальних принципів з обов'язковим урахуванням місцевих умов (зональна, районна агротехніка винограду), визначаючих спосіб культури (кореневласна або прищеплена, з укриттям або без укриття кущів винограду на зиму, з зрошенням або без нього, культура на терасах, на пісках і так далі), сортових особливостей і характеру використання продукції (спрямована сортова агротехніка винограду: агротехніка столових сортів винограду, кишмишних для сушіння, технічних для отримання шампанських виноматеріалів або десертних вин і так далі). 
Підготовка ґрунту під закладку виноградника включає розчищення і розкорчування деревно-чагарникової рослинності, планування, внесення органічних і мінеральних добрив, плантажну оранку, дезінфекцію ґрунту від шкідливих комах, організацію території виноградника, виконання протиерозійних заходів, посадку захисних смуг, розбивку на квартали і клітки, розмітку посадочних місць, влаштування доріг, а в районах зрошуваного культури — постійної зрошувальної мережі і дренажу.
Управління ростом, розвитком і продуктивністю винограду досягається вибором певної системи ведення кущів, типу опор, обрізанням і формуванням кущів, застосуванням спрямованих операцій з їх зеленими частинами (уламка, прищипування, карбування та інше), а також впливом на ґрунт (шляхом застосування тієї чи іншої системи її змісту), внесенням мінеральних і органічних добрив, зрошення та іншими прийомами, що забезпечують прогресивне підвищення її родючості і високу продуктивність насаджень. 
Захист винограду від шкідливого впливу несприятливих факторів середовища, хвороб і шкідників здійснюється завдяки застосуванню агротехнічних прийомів (добриво, зрошення, своєчасні обрізка, підв'язка, уламка, карбування, видалення бур'янів і інше), поліпшуючих розвиток виноградних рослин, а також спеціальних прийомів (укриття кущів, підгортання, димлення і інше), хімічних і біологічних заходів боротьби проти хвороб і шкідників винограду (обприскування і обпилювання рослин різними пестицидами, внесення їх в ґрунт і так далі). 
В умовах сучасного розвитку промислового виноградарства розсадництво є самостійною галуззю зі складною структурою виробництва (матковими насадженнями, прищеплювальними комплексами, теплицями і так далі), де застосовується особлива агротехніка, спрямована на інтенсивне вирощування високоякісного чистосортного посадкового матеріалу винограду відповідно до запитів виробництва. 
В СРСР агротехніка винограду для окремих районів виноградарства визначалася «Агровказівками по виноградарству», розробленими зональними науково-дослідними установами відповідного профілю на основі останніх наукових досягнень і передових прийомів виробництва, з урахуванням місцевих умов обробітку. Щорічний перелік робіт на виноградниках різних категорій з урахуванням грошових і трудових витрат на їх виконання, застосовуваних машин і знарядь, потреби в інвентарі, тарі, паливно-мастильних та допоміжних матеріалах і так далі містився в технологічних картах. 
Рівень агротехніки винограду визначається ступенем розвитку продуктивних сил і виробничих відносин. На різних етапах розвитку виробництва винограду окремі агротехнічні прийоми і їх комплекс можуть змінюватися, вдосконалюватися.